# Stelis repens
Stelis repens är en orkidéart som beskrevs av Célestin Alfred Cogniaux. Stelis repens ingår i släktet Stelis och familjen orkidéer. Inga underarter finns listade i Catalogue of Life.